# Nati nel 1629
| Questa pagina contiene informazioni ricavate automaticamente dalle voci biografiche con l'ausilio del template Bio e di un bot. L'aggiornamento è periodico e automatico e ricostruisce completamente la pagina. Se manca una persona in questa lista, sei pregato di non aggiungerla, ma accertati piuttosto che la sua voce biografica contenga il template Bio e che i dati anagrafici siano correttamente compilati. Se il template Bio manca, inseriscilo tu stesso o, in alternativa, metti l'avviso {{tmp\|Bio}} che ne segnala la mancanza. Se i dati riportati sono sbagliati, correggi direttamente la voce biografica; le modifiche saranno visibili in questa lista entro pochi giorni. Per chiarimenti vedi il progetto biografie. La lista contiene solo le 79 persone che sono citate nell'enciclopedia e per le quali è stato implementato correttamente il template Bio. Pagina aggiornata al 18 lug 2025. |

## Gennaio(3)
- 3 gennaio - Lelio Colista, compositore, chitarrista e liutista italiano († 1680)
- 14 gennaio - Cornelis Jansz Mejjer, ingegnere olandese († 1701)
- 23 gennaio - Adolfo di Nassau-Schaumburg, nobile tedesco († 1676)

## Febbraio(3)
- 2 febbraio - Robert Spencer, I visconte Teviot, politico e nobile inglese († 1694)
- 25 febbraio - Francesco Ermanno di Sassonia-Lauenburg, duca († 1666)
- 26 febbraio - Archibald Campbell, IX conte di Argyll, politico e militare scozzese († 1685)

## Marzo(3)
- 9 marzo - Sebastiano Valfrè, presbitero italiano († 1710)
- 19 marzo - Alessio Michajlovič, sovrano († 1676)
- 20 marzo - Anna di Horne, nobildonna belga († 1693)

## Aprile(7)
- 1º aprile - Jean-Henri d'Anglebert, compositore, organista e clavicembalista francese († 1691)
- 7 aprile - Giovanni d'Austria, condottiero e politico spagnolo († 1679)
- 8 aprile - Cesare Macchiati, medico italiano († 1675)
- 14 aprile - Bartolomeo Biscaino, pittore italiano († 1657)
- 14 aprile - Christiaan Huygens, matematico, astronomo e fisico olandese († 1695)
- 16 aprile - Íñigo Fernández de Velasco, VII duca di Frías, generale e politico spagnolo († 1696)
- 23 aprile - Jan Commelin, mercante e botanico olandese († 1690)

## Maggio(3)
- 3 maggio - Bartolomeo Beverini, poeta e storico italiano († 1686)
- 8 maggio - Niels Juel, ammiraglio danese († 1697)
- 23 maggio - Guglielmo VI d'Assia-Kassel, nobile tedesco († 1663)

## Giugno(1)
- 4 giugno - Francesco Maria Imperiale Lercari, doge († 1712)

## Luglio(3)
- 10 luglio - Bandino Panciatichi, cardinale italiano († 1718)
- 19 luglio - Pieter Van Bredael, pittore fiammingo († 1719)
- 28 luglio - Luisa Cristina di Savoia, nobildonna italiana († 1692)

## Agosto(7)
- 5 agosto - Charles Colbert de Croissy, politico e diplomatico francese († 1696)
- 10 agosto - Agostino Scilla, pittore, scienziato e paleontologo italiano († 1700)
- 12 agosto - Isabella Clara d'Austria, duchessa († 1685)
- 13 agosto - Wenzeslaus von Thun, vescovo cattolico tedesco († 1673)
- 16 agosto - Pietro Gioffredo, storico italiano († 1692)
- 17 agosto - Giovanni III Sobieski, re († 1696)
- 31 agosto - Anna Margherita di Assia-Homburg, nobile tedesca († 1686)

## Settembre(4)
- 1º settembre - Dorotea Elisabetta Christiansdatter, contessa danese († 1687)
- 3 settembre - Cornelis Tromp, ammiraglio olandese († 1691)
- 4 settembre - Lorenzo Pasinelli, pittore italiano († 1700)
- 21 settembre - Philip Howard, cardinale e vescovo cattolico britannico († 1694)

## Ottobre(9)
- 3 ottobre - Giovanni Francesco Negroni, cardinale e vescovo cattolico italiano († 1713)
- 3 ottobre - Armand Jean de Vignerot du Plessis, ammiraglio francese († 1715)
- 11 ottobre - Armando di Borbone-Conti, nobile francese († 1666)
- 11 ottobre - Muzio Soriano, arcivescovo cattolico italiano († 1679)
- 11 ottobre - Adolfo Giovanni I del Palatinato-Zweibrücken-Kleeburg, militare svedese († 1689)
- 17 ottobre - Baltasar Carlos di Spagna, principe spagnolo († 1646)
- 18 ottobre - Lodewijk Meyer, latinista, medico e lessicografo olandese († 1681)
- 29 ottobre - Agnes Block, botanica, disegnatrice e illustratrice olandese († 1704)
- 31 ottobre - Carlo II di Gonzaga-Nevers, nobile italiano († 1665)

## Novembre(4)
- 11 novembre - Lodewijck van Ludick, pittore olandese († 1724)
- 17 novembre - Angelo Solimena, pittore italiano († 1716)
- 17 novembre - Giovanni Pietro Tencalla, architetto svizzero († 1702)
- 20 novembre - Ernesto Augusto di Brunswick-Lüneburg, vescovo luterano tedesco († 1698)

## Dicembre(4)
- 2 dicembre - Wilhelm Egon von Fürstenberg, cardinale, vescovo cattolico e abate tedesco († 1704)
- 12 dicembre - Simeon Polockij, poeta, scrittore e presbitero russo († 1680)
- 19 dicembre - Melchor Liñán y Cisneros, arcivescovo cattolico spagnolo († 1708)
- 20 dicembre - Pieter de Hooch, pittore olandese († 1684)

## Senza giorno specificato(28)
- Antoine d'Aquin, medico e chirurgo francese († 1696)
- Albert Auwercx, artista fiammingo († 1709)
- Hendrick Berckman, pittore e disegnatore olandese († 1679)
- Alexander Bruce, II conte di Kincardine, inventore e politico scozzese († 1681)
- Laurent Cassegrain, presbitero e astronomo francese († 1693)
- Francis Couper, scrittore olandese († 1691)
- Jan Coxie, pittore e disegnatore fiammingo († 1670)
- János Kájoni, compositore rumeno († 1687)
- Mary Dering, nobildonna e compositrice inglese († 1705)
- Filippo Di Chiese, militare e architetto italiano († 1673)
- Ebba Sparre, nobildonna svedese († 1662)
- Giacomo Farelli, pittore italiano († 1706)
- Charles Howard, I conte di Carlisle, nobile, politico e militare inglese († 1685)
- Antoine Le Grand, presbitero e filosofo francese († 1699)
- Pierre Legros il Vecchio, scultore francese († 1714)
- Gaspar Méndez de Haro, politico e collezionista d'arte spagnolo († 1687)
- Gabriel Metsu, pittore olandese († 1667)
- Giulio Cesare Milani, pittore italiano († 1686)
- Gaetano Miroballi, arcivescovo cattolico italiano († 1681)
- Giacomo Filippo Nini, cardinale italiano († 1680)
- Francesco Rocco, giurista italiano († 1706)
- Giovan Battista Ruoppolo, pittore italiano († 1693)
- Henry Somerset, I duca di Beaufort, nobile inglese († 1700)
- Edward Spragge, ammiraglio irlandese († 1673)
- Pietro Susini, poeta e drammaturgo italiano († 1670)
- Abraham Teniers, pittore fiammingo († 1670)
- Barbara Urslerin, musicista e tastierista tedesca
- Frederick de Wit, cartografo e artista olandese († 1706)